# Willisornis
Willisornis es un género de aves paseriformes perteneciente a la familia Thamnophilidae que agrupa a dos especies nativas de América del Sur, donde se distribuyen por la cuenca amazónica y el escudo guayanés. A sus miembros se les conoce por el nombre común de hormigueros.

## Etimología
El nombre genérico masculino «Willisornis» conmemora al ornitólogo estadounidense residente en Brasil Edwin O’Neill Willis (1935-2015) y se compone con la palabra griega «ornis, ornithos» que significa ‘ave’.

## Características
Los hormigueros de este género son un dúo de aves pequeñas, midiendo alrededor de 13 cm de longitud, caracterizadas por el notable escamado blanco sobre el negro de las plumas coberteras de las alas y la cola negra con puntos y punta blanca. Exhiben notable dimorfismo sexual, las hebras son predominantemente pardas. Habitan en selvas húmedas de baja altitud y son seguidores regulares de enjambres de hormigas guerreras.

## Taxonomía
La especie W. poecilinotus (incluyendo W. vidua como subespecie) ya estuvo incluida en el género Hylophylax, pero los estudios de Brumfield et al (2007) demostraron que su inclusión dejaría al género polifilético, y propusieron separarla en un género resucitado Dichropogon, lo que fue aprobado en la Propuesta N° 286 al Comité de Clasificación de Sudamérica (SACC). Sin embargo, Agne & Pacheco (2007), hicieron notar que Dichropogon estaba pre-ocupado por un género de moscas asílidas, y propusieron un nuevo género Willisornis, lo que fue aprobado en la Propuesta N° 340 al SACC.
Los estudios de Isler & Whitney (2011) presentaron evidencias, principalmente de vocalización, de que la entonces subespecie W. poecilinotus vidua merecía ser separada como especie plena (incluyendo al taxón nigrigula), lo que fue aprobado en la Propuesta N° 495 al SACC.
Con base en las diferencias morfológicas presentadas en el mismo trabajo de Isler & Whitney (2011), algunas clasificaciones, como Aves del Mundo (HBW) y Birdlife International (BLI) consideran a la subespecie W. vidua nigrigula como especie separada.
Los estudios genéticos indican que los géneros Willisornis, Pithys, Phaenostictus, Phlegopsis, Gymnopithys y Rhegmatorhina forman un grupo monofilético de seguidores especializados de hormigas. Este grupo fue denominado «clado Pithys», dentro de una tribu Pithyini.

## Lista de especies
Según las clasificaciones del Congreso Ornitológico Internacional (IOC) y Clements Checklist v.2017, el género agrupa a las siguientes especies con el respectivo nombre popular de acuerdo con la Sociedad Española de Ornitología (SEO):
| Imagen | Nombre científico             | Autor             | Nombre común                         | Estado de conservación | Distribución |
| ------ | ----------------------------- | ----------------- | ------------------------------------ | ---------------------- | ------------ |
|        | Willisornis poecilinotus      | (Cabanis, 1847)   | hormiguero dorsiescamado             | LC                     |              |
|        | Willisornis vidua             | (Hellmayr, 1905)  | hormiguero dorsiescamado del Xingú   | LC                     |              |
|        | Willisornis (vidua) nigrigula | (Snethlage, 1914) | hormiguero dorsiescamado del Tapajós | LC                     |              |